# Gura Bâscei
Gura Bâscei – wieś w Rumunii, w okręgu Buzău, w gminie Cislău. W 2011 roku liczyła 394 mieszkańców.